# Вычислительная сложность
Вычисли́тельная сло́жность — понятие в информатике и теории алгоритмов, обозначающее функцию зависимости объёма работы, которая выполняется некоторым алгоритмом, от размера входных данных. Раздел, изучающий вычислительную сложность, называется теорией сложности вычислений. Объём работы обычно измеряется абстрактными понятиями времени и пространства, называемыми вычислительными ресурсами. Время определяется количеством элементарных шагов, необходимых для решения задачи, тогда как пространство определяется объёмом памяти или места на носителе данных. Таким образом, в этой области предпринимается попытка ответить на центральный вопрос разработки алгоритмов: «как изменится время исполнения и объём занятой памяти в зависимости от размера входа?». Здесь под размером входа понимается длина описания данных задачи в битах (например, в задаче коммивояжёра длина входа почти пропорциональна количеству городов и дорог между ними), а под размером выхода — длина описания решения задачи (наилучшего маршрута в задаче коммивояжёра).
В частности, теория сложности вычислений определяет NP-полные задачи, которые недетерминированная машина Тьюринга может решить за полиномиальное время, тогда как для детерминированной машины Тьюринга полиномиальный алгоритм неизвестен. Обычно это сложные задачи оптимизации, например, задача коммивояжёра.
С теоретической информатикой тесно связаны такие области как анализ алгоритмов и теория вычислимости. Связующим звеном между теоретической информатикой и алгоритмическим анализом является тот факт, что их формирование посвящено анализу необходимого количества ресурсов определённых алгоритмов решения задач, тогда как более общим вопросом является возможность использования алгоритмов для подобных задач. Конкретизируясь, попытаемся классифицировать проблемы, которые могут или не могут быть решены при помощи ограниченных ресурсов. Сильное ограничение доступных ресурсов отличает теорию вычислительной сложности от вычислительной теории, последняя отвечает на вопрос, какие задачи, в принципе, могут быть решены алгоритмически.

## Временная и пространственная сложности
Теория сложности вычислений возникла из потребности сравнивать быстродействие алгоритмов, чётко описывать их поведение (время исполнения и объём необходимой памяти) в зависимости от размера входа.
Количество элементарных операций, затраченных алгоритмом для решения конкретного экземпляра задачи, зависит не только от размера входных данных, но и от самих данных. Например, количество операций алгоритма сортировки вставками значительно меньше в случае, если входные данные уже отсортированы. Чтобы избежать подобных трудностей, рассматривают понятие временной сложности алгоритма в худшем случае.
Временная сложность алгоритма (в худшем случае) — это функция от размера входных данных, равная максимальному количеству элементарных операций, проделываемых алгоритмом для решения экземпляра задачи указанного размера.
Аналогично понятию временной сложности в худшем случае определяется понятие временная сложность алгоритма в наилучшем случае. Также рассматривают понятие среднее время работы алгоритма, то есть математическое ожидание времени работы алгоритма. Иногда говорят просто: «Временная сложность алгоритма» или «Время работы алгоритма», имея в виду временную сложность алгоритма в худшем, наилучшем или среднем случае (в зависимости от контекста).
По аналогии с временной сложностью, определяют пространственную сложность алгоритма, только здесь говорят не о количестве элементарных операций, а об объёме используемой памяти.

### Асимптотическая сложность
Несмотря на то, что функция временной сложности алгоритма в некоторых случаях может быть определена точно, в большинстве случаев искать точное её значение бессмысленно. Дело в том, что во-первых, точное значение временной сложности зависит от определения элементарных операций (например, сложность можно измерять в количестве арифметических операций, битовых операций или операций на машине Тьюринга), а во-вторых, при увеличении размера входных данных вклад постоянных множителей и слагаемых низших порядков, фигурирующих в выражении для точного времени работы, становится крайне незначительным.
Рассмотрение входных данных большого размера и оценка порядка роста времени работы алгоритма приводят к понятию асимптотической сложности алгоритма. При этом алгоритм с меньшей асимптотической сложностью является более эффективным для всех входных данных, за исключением лишь, возможно, данных малого размера. Для записи асимптотической сложности алгоритмов используются асимптотические обозначения:
| Обозначение                           | Интуитивное объяснение                                                                                               | Определение |
| ------------------------------------- | --- | --- |
| {\displaystyle f(n)\in O(g(n))}       | {\displaystyle f} ограничена сверху функцией {\displaystyle g} (с точностью до постоянного множителя) асимптотически | {\displaystyle \exists (C>0),n_{0}:\forall (n>n_{0})\;\|f(n)\|\leq \|Cg(n)\|} или {\displaystyle \exists (C>0),n_{0}:\forall (n>n_{0})\;f(n)\leq Cg(n)} |
| {\displaystyle f(n)\in \Omega (g(n))} | {\displaystyle f} ограничена снизу функцией {\displaystyle g} (с точностью до постоянного множителя) асимптотически  | {\displaystyle \exists (C>0),n_{0}:\forall (n>n_{0})\;\|Cg(n)\|\leq \|f(n)\|}                                                                           |
| {\displaystyle f(n)\in \Theta (g(n))} | {\displaystyle f} ограничена снизу и сверху функцией {\displaystyle g} асимптотически                                | {\displaystyle \exists (C,C'>0),n_{0}:\forall (n>n_{0})\;\|Cg(n)\|\leq \|f(n)\|\leq \|C'g(n)\|}                                                         |
| {\displaystyle f(n)\in o(g(n))}       | {\displaystyle g} доминирует над {\displaystyle f} асимптотически                                                    | {\displaystyle \forall (C>0),\exists n_{0}:\forall (n>n_{0})\;\|f(n)\|<\|Cg(n)\|}                                                                       |
| {\displaystyle f(n)\in \omega (g(n))} | {\displaystyle f} доминирует над {\displaystyle g} асимптотически                                                    | {\displaystyle \forall (C>0),\exists n_{0}:\forall (n>n_{0})\;\|Cg(n)\|<\|f(n)\|}                                                                       |
| {\displaystyle f(n)\sim g(n)}         | {\displaystyle f} эквивалентна {\displaystyle g} асимптотически                                                      | {\displaystyle \lim _{n\to \infty }{\frac {f(n)}{g(n)}}=1}                                                                                              |

### Примеры
- «почистить ковёр пылесосом» требует время, линейно зависящее от его площади ({\displaystyle \Theta (A)}), то есть на ковёр, площадь которого больше в два раза, уйдет в два раза больше времени. Соответственно, при увеличении площади ковра в сто тысяч раз объём работы увеличивается строго пропорционально в сто тысяч раз, и т. п.
- «найти имя в телефонной книге» требует всего лишь времени, логарифмически зависящего от количества записей ({\displaystyle O(\log _{2}(n))}), так как, открыв книгу примерно в середине, мы уменьшаем размер «оставшейся проблемы» вдвое (за счет сортировки имен по алфавиту). Таким образом, в книге объёмом в 1000 страниц любое имя находится не больше, чем за {\displaystyle \log _{2}1000\approx 10} раз (открываний книги). При увеличении объёма страниц до ста тысяч проблема все ещё решается за {\displaystyle \log _{2}100000\approx 17} заходов. (См. Двоичный поиск.)

### Замечания
Поскольку {\displaystyle \log _{a}b={\frac {\log _{c}b}{\log _{c}a}}}, в асимптотической оценке сложности часто пишут «логарифм» без упоминания основания — например, {\displaystyle O(n\log n)}.
Необходимо подчеркнуть, что степень роста наихудшего времени выполнения — не единственный или самый важный критерий оценки алгоритмов и программ. Приведем несколько соображений, позволяющих посмотреть на критерий времени выполнения с других точек зрения:
Если создаваемая программа будет использована только несколько раз, тогда стоимость написания и отладки программы будет доминировать в общей стоимости программы, то есть фактическое время выполнения не окажет существенного влияния на общую стоимость. В этом случае следует предпочесть алгоритм, наиболее простой для реализации.
Если программа будет работать только с «малыми» входными данными, то степень роста времени выполнения будет иметь меньшее значение, чем константа, присутствующая в формуле времени выполнения. Вместе с тем и понятие «малости» входных данных зависит от точного времени выполнения конкурирующих алгоритмов. Существуют алгоритмы, такие как алгоритм целочисленного умножения, асимптотически самые эффективные, но которые никогда не используют на практике даже для больших задач, так как их константы пропорциональности значительно превосходят подобные константы других, более простых и менее «эффективных» алгоритмов. Другой пример — фибоначчиевы кучи, несмотря на асимптотическую эффективность, с практической точки зрения программная сложность реализации и большие значения констант в формулах времени работы делают их менее привлекательными, чем обычные бинарные деревья.
Если решение некоторой задачи для n-вершинного графа при одном алгоритме занимает время (число шагов) порядка nC, а при другом — порядка n+n!/C, где C — постоянное число, то согласно «полиномиальной идеологии» первый алгоритм практически эффективен, а второй — нет, хотя, например, при С=10(1010) дело обстоит как раз наоборот.А. А. Зыков
Известны случаи, когда эффективные алгоритмы требуют таких больших объёмов машинной памяти (без возможности использования внешних средств хранения), что этот фактор сводит на нет преимущество «эффективности» алгоритма. Таким образом, часто важна не только «сложность по времени», но и «сложность по памяти» (пространственная сложность).
В численных алгоритмах точность и устойчивость алгоритмов не менее важны, чем их временная эффективность.

## Классы сложности
Класс сложности — это множество задач распознавания, для решения которых существуют алгоритмы, схожие по вычислительной сложности. Два важных представителя:

### Класс P
Класс P вмещает все те проблемы, решение которых считается «быстрым», то есть время решения которых полиномиально зависит от размера входа. Сюда относится сортировка, поиск в массиве, выяснение связности графов и многие другие.

### Класс NP
Класс NP содержит задачи, которые недетерминированная машина Тьюринга в состоянии решить за полиномиальное количество шагов от размера входных данных. Их решение может быть проверено детерминированной машиной Тьюринга за полиномиальное количество шагов. Следует заметить, что недетерминированная машина Тьюринга является лишь абстрактной моделью, в то время как современные компьютеры соответствуют детерминированной машине Тьюринга с ограниченной памятью. Поскольку детерминированная машина Тьюринга может рассматриваться как специальный случай недетерминированной машины Тьюринга, класс NP включает в себя класс P, а также некоторые проблемы, для решения которых известны лишь алгоритмы, экспоненциально зависящие от размера входа (то есть неэффективные для больших входов). В класс NP входят многие знаменитые проблемы, такие как задача коммивояжёра, задача выполнимости булевых формул, факторизация и др.

### Проблема равенства классов P и NP
Вопрос о равенстве этих двух классов считается одной из самых сложных открытых проблем в области теоретической информатики. Математический институт Клэя включил эту проблему в список проблем тысячелетия, предложив награду размером в один миллион долларов США за её решение.